# Liste der Kinos in Berlin-Französisch Buchholz
Die Liste der Kinos in Berlin-Französisch Buchholz gibt eine Übersicht aller Kinos, die im heutigen Berliner Ortsteil Französisch Buchholz existiert haben. Die Liste wurde nach Angaben aus den Recherchen im Kino-Wiki aufgebaut und mit Zusammenhängen der Berliner Kinogeschichte aus weiteren historischen und aktuellen Bezügen verknüpft. Sie spiegelt den Stand der in Berlin jemals vorhanden gewesenen Filmvorführeinrichtungen als auch die Situation im Januar 2020 wider. Danach gibt es in Berlin 92 Spielstätten, was Platz eins in Deutschland bedeutet, gefolgt von München (38), Hamburg (28), Dresden (18) sowie Köln und Stuttgart (je 17). 
Gleichzeitig ist diese Zusammenstellung ein Teil der Listen aller Berliner Kinos und der Ortsteillisten.
| Name/Lage                     | Adresse              | Bestand   | Beschreibung | Bild |
| ----------------------------- | -------------------- | --------- | --- | ---- |
| Filmpalast Buchholz (Lage)    | Pasewalker Straße 67 | 1926–1972 | Das Kino „Filmpalast Buchholz“ entstand 1926 in einem ehemaligen Tanzsaal als Ladenkino mit 250 Plätzen in dem Eckhaus an der Südwestecke von Pasewalker/Rosenthaler Straße. Diese Straßenkreuzung Pasewalker/Berliner Straße und Rosenthaler/Bahnhofstraße am Südrand von Buchholz war für die Gemeinde Buchholz durch die Ortsverbindung zwischen Rosenthal und Blankenburg mit der Chaussee zwischen Berlin unter der Uckermark bei der weiteren Besiedlung in Richtung von Bedeutung. Im Kinoadressbuch 1927/1928 (Verlag Max Mattisson) ist als Inhaber des Filmpalastes Buchholz Eugen Scheuer genannt. Bespielt wurde er an drei Tagen in der Woche. Im Jahr 1930 folgte eine Tonausrüstung, wobei die Platzzahl auf 150 sank, wurde aber in den Folgejahren wieder mit 248 angegeben. 1933 übernahm Otto Siebauer die Spielstätte, der führte 1934 eine Musikausstattung ein und baute für Tonfilmvorführungen aus. 1937 wurde die Platzkapazität auf 376 erhöht und die Filmvorführungen fanden täglich statt. Das Kino ist unter diesen Angaben auch für 1941 eingetragen. Das Kinogebäude überstand die Kriegsereignisse und die Filmvorführungen wurden durchgehend fortgesetzt. Das Kino wurde noch 1960 privat von T. Kewalewski betrieben. Mit Beginn der 1960er Jahre wurde der Filmpalast Buchholz dann vom VEB Berliner Filmtheater übernommen. Nach der Schließung der Spielstätte im März 1972 wurde die vormalige Nutzung im Namen der HO-Gaststätte als „Kinoklause“ bewahrt. Auf der Rückseite des Grundstücks (20 m × 50 m) waren bereits Anbauten abgerissen. In den 2000er Jahren stand das Gebäude leer und begann zu verfallen, es wurde um 2010 durch einen viergeschossigen Neubau in „guter Wohnlage“ ersetzt. |      |
| Buchholzer Lichtspiele (Lage) | Berliner Straße 39   | 1920–1928 | Die „Buchholzer Lichtspiele“ wurden um 1920 im Gesellschaftshaus Buchholz (Berliner Straße 38/39) als Saalkino mit 190 Plätzen eingerichtet. Es befand sich an der Südostecke der Berliner Straße mit der Straße 53 (seit 1994 Dr.-Markus-Straße). Für das Kino wurde in der Lichtbildbühne (Reichs-Kino-Adressbuch nach amtlichen Angaben bearbeitet) als Eröffnungsjahr des Saalkinos 1911 genannt. 1920 werden als Inhaber Otto Müller aus Berlin O 17 (Hohenlohestraße 4) und Paul Timm aus Pankow (Kissingenstraße 57) genannt. Die 190 Kinoplätze wurden wöchentlich zweimal bespielt, 1921 bis 1925 ist Spieltag nur der Freitag. 1925 übernahm Th. Rettich und 1927 betrieb wiederum Otto Müller mit Paul Timm das Kino mit 200 Plätzen. Im gleichen Jahr erweiterte Th. Rettich auf 300 Plätze und spielte die Filme über das Wochenende von Freitag bis Montag. Für das Jahr 1928 sind als Spieltage wiederum Freitag und Sonntag bei 200 Sitzplätzen mit Berthold Kaehne als Inhaber der Vorführstätte genannt. Wohl durch die Eröffnung des nur 350 Meter entfernten (Voll-)Kinos im Filmpalast endete damit im Gesellschaftshaus der Kinobetrieb. Das Gebäude des Gesellschaftshauses Buchholz an der besagten Straßenecke ist nicht erhalten, die Fläche wird gewerblich genutzt. |      |